# Isaac Barrow

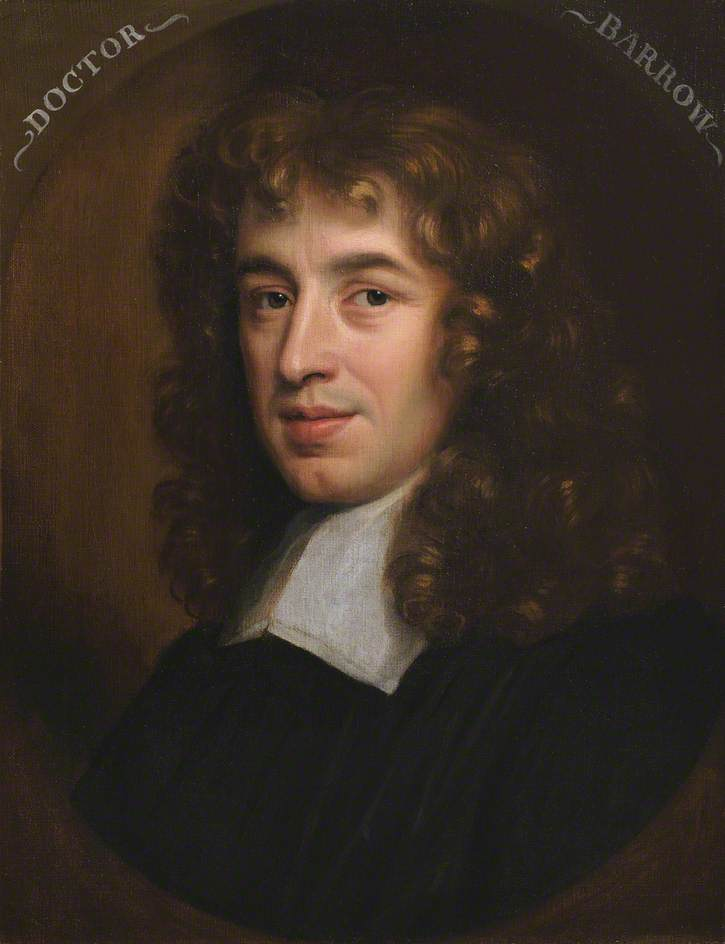
Isaac Barrow, Gemälde von Mary Beale

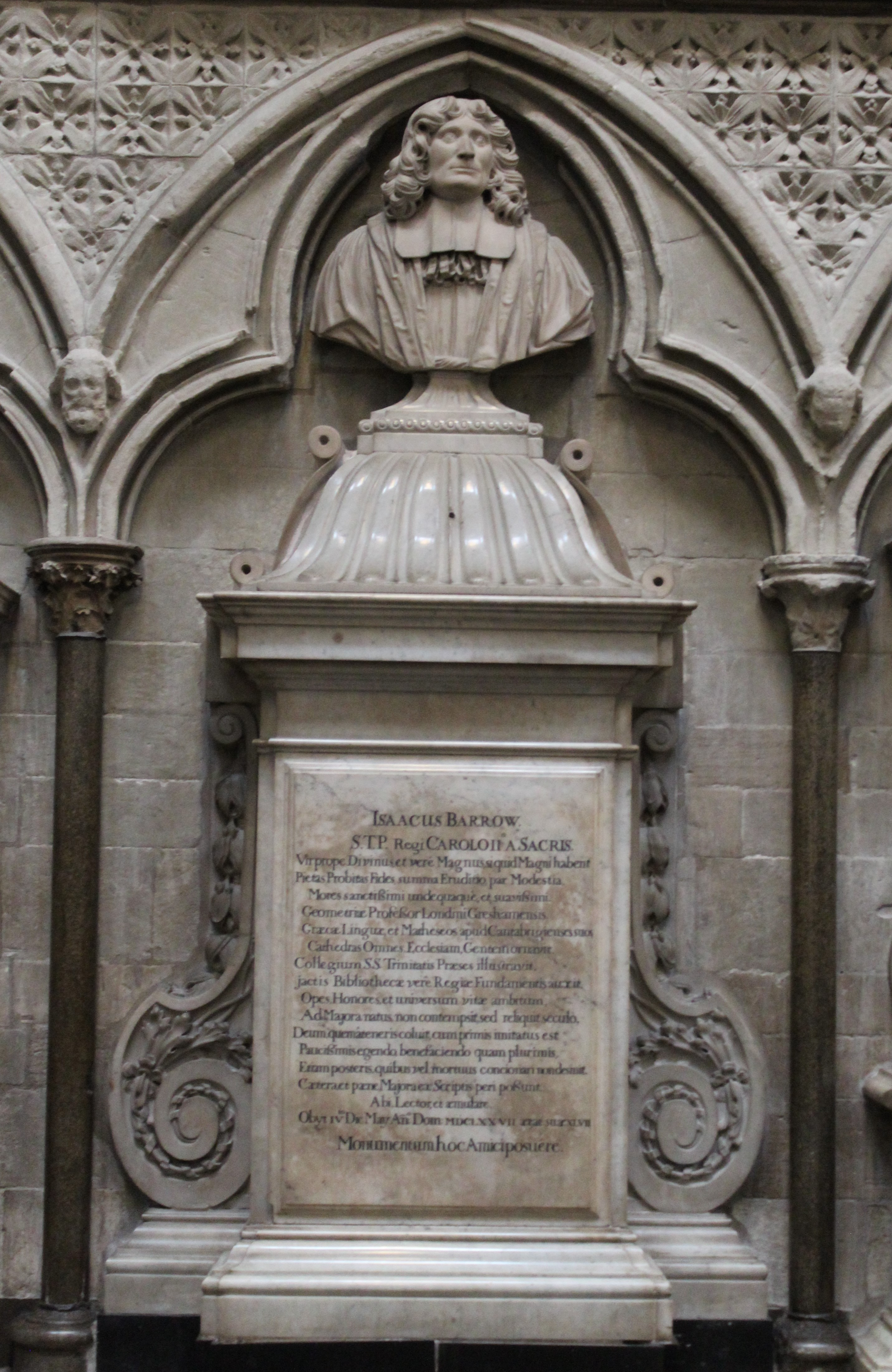
Monument in Westminster Abbey

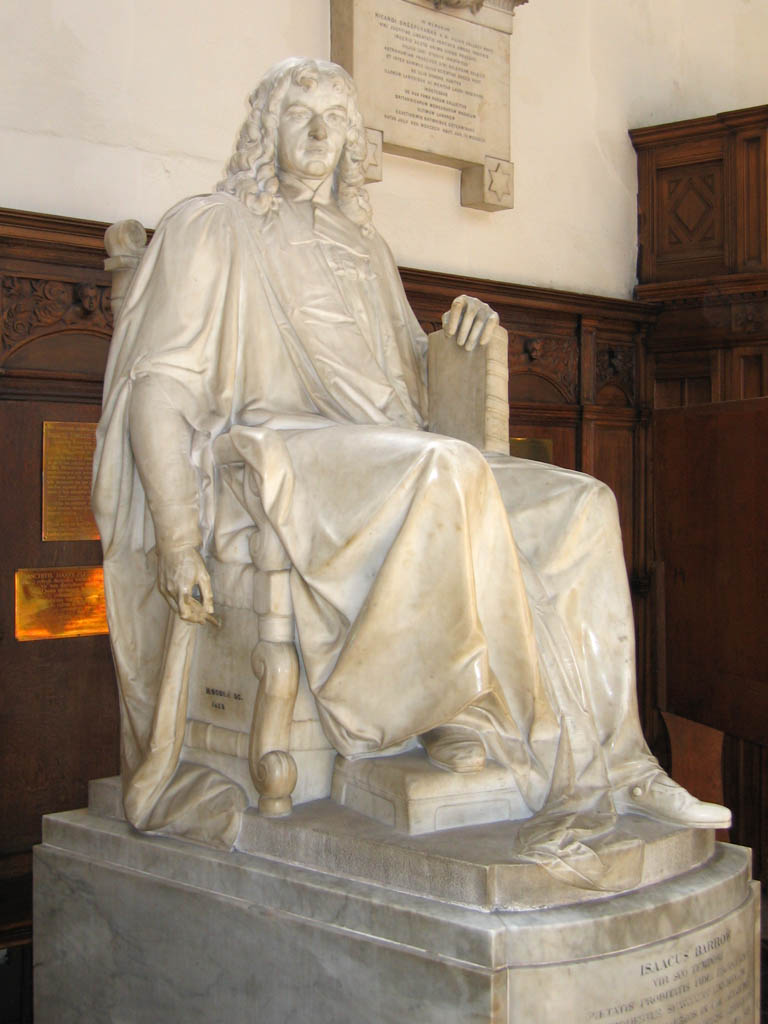
Statue in der Kapelle des Trinity College in Cambridge von Matthew Noble (1817–1876)

Isaac Barrow (* Oktober 1630 in London; † 4. Mai 1677 ebenda) war ein englischer Mathematiker und Theologe. Von 1660 bis 1663 war er Regius Professor für Griechisch in Cambridge und von 1663 bis 1669 erster Inhaber des Lucasischen Lehrstuhls für Mathematik. Von 1662 bis 1664 war Barrow außerdem Professor für Geometrie am Gresham College. Von 1673 an, bis zu seinem Tod, stand er dem Trinity College in Cambridge vor.

## Herkunft und erste Ausbildung
Barrow war ein Sohn des wohlhabenden Leinen-Tuchhändlers Thomas Barrow und dessen Frau Anne Buggin († 1634). Nach dem Tod seiner Mutter wuchs er zunächst bei seinem Großvater auf. 1636 heiratete Barrows Vater Katherine Oxinden.
Sein Vater verschaffte ihm eine gute Ausbildung zunächst an der Charterhouse School, wo er aber als Unruhestifter und Tunichtgut auffiel. Sein Vater schickte ihn darauf auf die Felsted School in Felsted in Essex mit strengerer Disziplin, die er ab 1640 besuchte und an der er Griechisch, Latein, Hebräisch und Logik lernte. Im letzten Schuljahr konnte sein Vater aufgrund finanzieller Verluste das Schulgeld nicht mehr bezahlen, der Schulleiter Martin Holbeach (1597–1670) behielt Barrow aber trotzdem aufgrund seiner hervorragenden Leistungen.
Aufgrund der Bemühungen seines Onkels Isaac Barrow (1613–1680), der dort „Fellow“ war, wurde er am 15. Dezember 1643, für das Peterhouse in Cambridge zugelassen. Wenige Wochen später wurde sein Onkel jedoch seines Postens enthoben und Barrow blieb in Felsted.
In den Wirren des englischen Bürgerkriegs (1642–1649) ging Barrow nach Oxford, wo sein Bruder Tuchhändler war. Während der Belagerung von Oxford durch königstreue Truppen ging er 1644 nach London. In dieser Zeit war er auf Unterstützung von Freunden angewiesen.

## Studium am Trinity College
Am 25. Februar 1646 wurde Barrow als „Pensioner“ am Trinity College zugelassen. James Duport (1606–1679), Regius Professor für Griechisch, war sein Lehrer. Im März 1649 graduierte er zum Baccalaureus artium (B. A.) und wurde kurz darauf „Fellow“ des Trinity Colleges. Im Sommer 1652 erwarb er mit einer Dissertation über Descartes und dessen Naturphilosophie seinen Magister artium (M. A.). Während dieser Zeit entging er mehrfach aufgrund seiner royalistischen Ansichten nur knapp durch das Eingreifen des College-Leiters Thomas Hill (1600–1653) einem Universitätsverweis. Barrow studierte die unterschiedlichsten Fächer wie Medizin, Sprachen, Astronomie (als Folge seiner Beschäftigung mit Kirchengeschichte), Philosophie und Geometrie (die er sich überwiegend im Selbststudium beibrachte), auch wenn sein Stipendium ihn verpflichtete, sich am Ende der Theologie zuzuwenden. Er wurde „College Lecturer“ und „University Examiner“.
Eine vereinfachte Ausgabe der Elemente des Euklid von Barrow wurde 1655 veröffentlicht und wurde in der englischen Übersetzung (1660) ein in Großbritannien bis ins 18. Jahrhundert verbreitetes vielfach aufgelegtes Lehrbuch.

## Auslandsaufenthalt (1655–1659)
1655 ging Barrow mit einem Stipendium der Universität ins Ausland und studierte in Paris, wo er Gilles Personne de Roberval traf und die Patronage des Londoner Kaufmanns John Stock fand (dem er später seine Euklid Ausgabe widmete), und ging nach Florenz, wo er insbesondere die Münzsammlung in der Medici Bibliothek studierte, was ihn zum Münzexperten machte und ihm später als Gutachter Zusatzeinnahmen verschaffte. Er traf bei seinem achtmonatigen Florenz-Aufenthalt den Galilei-Schüler Vincenzo Viviani. Ein Rom-Aufenthalt zerschlug sich wegen des Ausbruchs der Pest und so schiffte er sich nach Istanbul ein, wurde aber unterwegs von Piraten angegriffen (an deren Abwehr sich Barrow aktiv beteiligte) und verbrachte sieben Monate in Smyrna, bevor er anderthalb Jahre beim britischen Botschafter Thomas Bendish in Istanbul verbrachte und dort die orthodoxe Kirche studierte. 1658 reiste er über Venedig (wo ein Brand auf dem Schiff seine Habseligkeiten vernichtete), Deutschland und den Niederlanden nach England zurück und kam im September 1659 wieder in Cambridge an.

## Lehrstühle
Barrow wurde 1659 ordiniert und erhielt 1661 einen weiteren Bachelor-Abschluss in Theologie. Er wurde 1660 Regius Professor für Griechisch, was ihm einige Jahre zuvor wohl vor allem wegen seiner royalistischen Ansichten noch verweigert worden war. Hierbei wurde er vom Master des Trinity College John Wilkins unterstützt. Zusätzlich nahm er 1662 die Professur für Geometrie am Gresham College in London an (auf die ihn Wilkins empfahl), was er bis 1663 blieb. Außerdem hatte er eine Vertretungsprofessur (Locum) für Astronomie. Die Regius Professur war schlecht bezahlt und der Inhaber des Lehrstuhls durfte ursprünglich auch keine anderen Posten annehmen, was Barrow aber etwas lockern konnte. So konnte er 1661 aufgrund eines Dekrets als Regius-Professor seinen Fellow-Status behalten.
Nachdem 1663 der Lucasische Lehrstuhl für Mathematik eingerichtet wurde, wechselte Barrow 1664 auf diesen und gab seine Regius-Professur für Griechisch auf. Im selben Jahr gab er seine Ordination auf (aus unbekannten Gründen) – der Lucasian-Professor war künftig von der eigentlich obligatorischen Ordination für Professoren befreit aufgrund einer speziellen Deklaration, die Barrow erwirkte. Seine ersten Mathematikvorlesungen gab er im Frühjahr 1664 und er setzte diese bis 1667 fort, unterbrochen von längeren Zeitabschnitten, in denen die Universität wegen der Pest geschlossen war. Sein berühmtester Schüler war dabei wahrscheinlich Isaac Newton. Die häufige Behauptung, Barrow sei Newtons Lehrer gewesen, lässt sich nach heutigem Forschungsstand nicht belegen. Zwar begann Barrow seine mathematischen Vorlesungen 1664 – etwa zur gleichen Zeit, als sich Newton für Mathematik zu interessieren begann –, doch bestanden zwischen beiden zunächst keine dokumentierten Kontakte. Newton selbst deutete später an, einige dieser Vorlesungen besucht zu haben, was als möglicher Impuls für seine Hinwendung zur Mathematik gilt.
Seine Optik Vorlesungen (Lectiones Opticae) wurden 1669, die Geometrie Vorlesungen (Lectiones Geometricae) 1670 und Mathematik Vorlesungen (Lectiones Mathematicae) 1683 veröffentlicht. Die Herausgabe der Vorlesungen wurde nicht von Barrow, sondern durch John Collins, Newton (Optik Vorlesungen) und andere Studenten besorgt. Die Geometrie-Vorlesungen enthalten wahrscheinlich auch Material aus seinen Vorlesungen am Gresham College. Sie behandeln unter anderem Material von Archimedes, Apollonios und Theodosios (Sphaerica) und eine Behandlung von Tangenten, die Newtons Entwicklung der Infinitesimalrechnung anregten.

## Weitere Karriere
1669 trat er vom Lucasischen Lehrstuhl zurück, um ihn Isaac Newton zu überlassen, dessen Begabung er erkannte. Barrow wandte sich von da an von der Mathematik ab und machte anderweitig Karriere. Er wurde laut königlichem Dekret 1670 Doctor of Divinity und 1669 königlicher Kaplan in London (außerdem erhielt er eine Stelle als eine Art Kanon (Prebend) durch den Bischof von Salisbury) und 1673 vom König zum Leiter (Master) des Trinity College in Cambridge ernannt, wobei der König ihn als besten Gelehrten Englands bezeichnete. In dieser Funktion bemühte er sich den königlichen Einfluss auf das College zu begrenzen und legte die Grundlagen für den späteren Bau der Bibliothek durch Christopher Wren, mit dem Barrow befreundet war und der deshalb kostenlos als Architekt arbeitete. Er wurde auch ab 1675 Vizekanzler der Universität. Im April 1677 reiste Barrow nach London, wo er an einem Fieber erkrankte und nach wenigen Tagen am 4. Mai in Suffolk House starb. Er versuchte noch erfolglos sich selbst durch eine Kombination von Opium und Fasten zu heilen, wie schon früher in Istanbul. Drei Tage später wurde er in Westminster Abbey bestattet. Seine Freunde errichteten dort später ein Monument zu seinen Ehren.

## Werk
Von Barrow stammt die Methode des charakteristischen Dreiecks, das erst später von Leibniz so genannt wurde, um Tangenten an Kurven zu ziehen, was ihn zu einem derjenigen macht, die zu den Anfängen der Differentialrechnung beitrugen. Hinter der Konstruktion verbarg sich eine geometrische Version des Fundamentalsatzes der Analysis, den Barrow allerdings nicht explizit formulierte. Er wandte die Methode vielfach an und fand auch eine Formel für Variablentransformation in einem bestimmten Integral und löste Differentialgleichungen mit Separation der Variablen.
Mit seiner Kenntnis der Verbindung von Aufgaben über Tangenten und Integration (Flächenbestimmung) und mit seiner dynamischen Auffassung der Geometrie von Kurven und Flächen (Kurven als bewegten Punkten und Flächen als bewegten Kurven) hatte er großen Einfluss auf Newton. Derek T. Whiteside (in Dictionary of Scientific Biography) bestreitet allerdings einen größeren Einfluss der Vorlesungen über Geometrie und sieht in Barrows Vorlesungen wenig Originalität und überwiegend ein Kompendieren und Bearbeitungen anderer Autoren. Barrows Tangentenmethode entstand nach seinen eigenen Worten aus einem Hinweis auf eine solche Konstruktion bei Marin Mersenne und Evangelista Torricelli, von der er gehört hatte, die diese aber nicht preisgegeben hätten, und war durch Roberval angeregt. Weitere Einflüsse in seiner Vorlesung waren seine Lektüre von James Gregory, Torricelli, Descartes, Frans van Schooten, Johan Hudde, John Wallis, Wren, Fermat, Christian Huygens, Blaise Pascal.
Barrow hatte eine konservative Auffassung von Mathematik, worunter er in erster Linie Geometrie verstand. Algebra war seiner Ansicht nach eher ein Teil der Logik (als nützliches analytisches Werkzeug) und nicht Teil der Mathematik selbst (und seine Lectiones Mathematicae nur die unerlässliche Vorstufe zu seinem eigentlichen Hauptwerk, den Lectiones Geometricae). Seine Vorlesungen galten als schwer verständlich, was noch seinen Widerhall in der Geschichte der Mathematik von Nicolas Bourbaki fand, die beklagten, dass in seinen Vorlesungen auf 100 Seiten 180 Figuren seien, deren Analyse wesentlich für das Verständnis seiner Argumente wären.
Von ihm stammt auch eine einfache Form der Linsenschleiferformel.
1675 veröffentlichte er eine kommentierte Ausgabe der ersten vier Bücher über Kegelschnitte von Apollonios sowie von Werken von Archimedes und Theodosios von Bithynien.
Seinen Zeitgenossen war er vor allem durch seine Predigten bekannt, die postum 1683 bis 1689 von John Tillotson (Erzbischof von Canterbury) veröffentlicht wurden. Nach Derek T. Whiteside zeichneten sie sich durch Klarheit und Unverblümtheit aus, waren aber zu literarisch und gewunden, um ihn als Prediger populär zu machen.

## Ehrungen
Am 20. Mai 1663 wurde Barrow als Mitglied („Original Fellow“) in die Royal Society gewählt.
1935 wurde der Mondkrater Barrow nach ihm benannt.

## Schriften (Auswahl)
- Cartesiana hypothesis de materia et motu haud satisfacit praecipuis naturae phaenomenis. 1652 (Digitalisat) – Dissertation.
- Euclidis elementorum libri XV breviter demonstrati. Cambridge 1655 (Digitalisat).
  - Neuauflage: Cambridge 1659 (Digitalisat).
  - Euclide’s Elements; The whole fifteen books compendiously demonstrated. London 1660 (Digitalisat).
- Euclidis Data succinctè demonstrata. Unà cum emendationibus quibusdam & additionibus ad elementa Euclidis nuper edita. Cambridge 1657 (Digitalisat).
- Lectiones XVIII […] in quibus opticorum phaenomenwn genuinae rationes ivestigantur, ac exponuntur. Annexae sunt lectiones aliquot geometricae. London 1669 (Digitalisat).
- Lectiones geometricae; in quibus (praesertim) generalia curvarum linearum symptomata declarantur. London 1670 (Digitalisat).
  - Geometrical lectures. Explaining the generation, nature and properties of curve lines. London 1735 (Digitalisat) – übersetzt von Edmund Stone.
  - The geometrical lectures of Isaac Barrow. The Open court publishing company. Chicago / London 1916 (Digitalisat) – übersetzt von James Mark Child.
- Apollonii Conica: Methodo nova illustrata, & succinctè demonstrata. London 1675 (Digitalisat) – Übersetzung von Apollonios von Perges Konika.
- Theodosii Sphaerica: Methodo nova illustrata, & succinctè demonstrata. London 1675 (Digitalisat) – Übersetzung von Theodosios von Bithyniens Sphaerica.
- Archimedis opera: Apollonii Pergaei Conicorum libri IIII. London 1675 (Digitalisat) – Übersetzung der Werke von  Archimedes.

Postum
- A treatise of the Pope’s supremacy to which is added A discourse concerning the unity of the church. London 1680 (Digitalisat) – herausgegeben von John Tillotson (1630–1694).
- The works of the learned Isaac Barrow D.D. 4 Bände. London 1683–1687 (Band 1, Band 2, Band 3, Band 4) – herausgegeben von John Tillotson
  - 2. korrigierte Auflage. 3 Bände. London 1700 (Band 1, Band 2, Band 3).
- Lectiones. London 1683 (Digitalisat).
  - Neuauflage: London 1684 (Digitalisat).
  - Lectiones mathematicae XXIII, in quibus principia matheseos generalia exponuntur: habitae Cantabrigiae A.D. 1664, 1665, 1666 [–]. London 1685 (Digitalisat).
  - The usefulness of mathematical learning explained and demonstrated: Being mathematical lectures read in the publick schools at the University of Cambridge. London 1734 (Digitalisat) – Übersetzung durch John Kirkby (1705–1754).

Gesammelte Schriften
- The works of Dr. Isaac Barrow. 7 Bände. London 1830–1831 (Band 1, Band 2, Band 3, Band 4, Band 5, Band 6, Band 7) – herausgegeben von Thomas Smart Hughes (1786–1847).
- The theological works. 9 Bände. Cambridge 1859 (Band 1, Band 2, Band 3, Band 4, Band 5, Band 6, Band 7, Band 9) – herausgegeben von Alexander Napier (1814–1887).